# Boleslawia burakowskii
Boleslawia burakowskii là một loài tò vò trong họ Ichneumonidae.